# Emilio Sacre

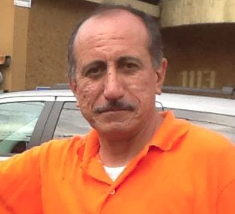
Félix Emilio Sacre Luna, como candidato a la presidencia de Córdoba (Veracruz) por Movimiento Ciudadano (partido político)

Félix Emilio Sacre Luna (2 de junio  de 1962 , Córdoba (Veracruz) ) político mexicano, fue candidato a la alcaldía de Córdoba por el partido Movimiento Ciudadano. Egresado de la Facultad de Medicina de la Universidad Veracruzana  como Médico Cirujano General. Concluyó la Especialidad en Ortopedia  y Traumatología  en el Hospital de Ortopedia y Traumatología de Lomas Verdes del IMSS  (México, D.F.  1992 ) y es actual miembro del Consejo Mexicano de Traumatología y Ortopedia.

## Trayectoria política y profesional
Fue Profesor Titular de Ortopedia y Traumatología, así como Jefe del Servicio de Cirugía en el HGZ. no 8 IMSS (1993  -1995 ), posteriormente fungiendo como Subdirector Médico del HGZ No 8 del IMSS de Córdoba. (1995 - 2002 ) y convirtiéndose en Secretario General del Sindicato Nacional de Trabajadores del Seguro Social en la misma Institución (2005 - 2007 ). Félix Emilio Sacre Luna es exmiembro, socio y fundador del Club de Leones Ixtaczoquitlán A.C., es miembro del Colegio Médico de Córdoba y del Colegio de Ortopedia y Traumatología de la Zona Centro del Estado de Veracruz.
Fue candidato a Diputado Federal  por el distrito XVI del Estado de Veracruz por Movimiento Ciudadano (partido político) (2012), obteniendo la votación más alta en la historia de las izquierdas en el Distrito, en 2013 fue candidato por el mismo partido a la presidencia municipal de Córdoba. Participó como Coordinador de la Comisión Operativa Municipal de Movimiento Ciudadano en Córdoba y es integrante de la Coordinación Ciudadana Estatal de Movimiento Ciudadano en Veracruz.
Actualmente es titular de la regiduría N° 7 por parte del partido Nueva Alianza en la administración municipal dirigida por Leticia Lopez Landeros 2018-2021 con el eslogan Córdoba Brilla Contigo.